# Kulino
El kulino o Kulina Pano és una llengua pano obsoleta de la vall del riu Yavarí, al Brasil. Els Kulina Pano viuen al poble d'Aldea Pedro Lopes, al tram mig del riu Curuçá, a l'Amazones. Queden molt pocs parlants nadius de kulino i ja no s'utilitza diàriament. Tots els Kulina Pano parlen portuguès.
Els seus dialectes són kapishtana, mawi i chema.